# Souris noire
Souris noire was een Franse jeugdserie over een meisje dat undercover als haar alter ego "Zwarte Muis" (Souris Noire) allerlei avonturen beleefde. Het scenario was afgeleid van een gelijknamige boekenserie. De eerste reeks van de serie werd in Frankrijk geproduceerd in 1987, en onder meer verkocht aan de Nederlandse omroep VPRO, die de serie uitzond in zijn kindermatinee Villa Achterwerk.